# Yves Marie André
Yves Marie André  (também conhecido como le Père André; Châteaulin, Finistère, 22 de maio de 1675 – Caen, 26 de fevereiro de 1764) foi um matemático, filósofo e ensaista jesuíta francês.
André entrou na Companhia de Jesus em 1693. Embora distinto em seus estudos escolásticos, aderiu ao galicanismo e ao jansenismo e, portanto, foi considerado inadequado para um cargo responsável pelas autoridades da Igreja. Ele, portanto, buscou estudos científicos e se tornou professor real de matemática em Caen.
André é mais conhecido por seu Essai sur le Beau (Ensaio sobre a Beleza), uma obra filosófica de 1741 sobre a estética, que o tornou famoso na época e permaneceu uma obra conhecida até o século XIX.